# Клостерман, Август
Август Клостерман (нем. August Klostermann; 16 мая 1837 — 11 февраля 1915) — протестантский богослов.

## Биография
Был профессором в Киле. В 1885-86 и 1898-99 был ректором Кильского университета. Его инагурационная речь 5 марта 1885 года была посвящена богобоязни как главному источнику мудрости.

## Научные труды
- Vindicae Lucanae (Göttingen, 1866).
- Das Markus evangelium nach seinem Quellenwerthe für die evangelische geschichte (Göttingen, 1867)
- Untersuchungen zur alttestamentlichen Theologie (Gotha, 1868)
- Probleme im Aposteltext neu erörtert (1883)
- Ueber deutsche Art bei Martin Luther (1884)
- Die Bücher Samuelis und der Könige ausgelegt (Nördlingen, 1887)
- Zur Theorie der biblischen Weissagung und zur Charakteristik des Hebräerbriefes (1889)
- Deuterojesaia, hebräisch und deutsch (Munich, 1893)
- Der Pentateuch (1893)
- Geschichte des Volkes Israel bis zur Restauration unter Esra und Nehemia (1896)
- Schulwesen in alten Israel (Leipzig, 1908)[3].